# きいやま商店 LIVE TOUR 〜世界をダックァーセ!〜
『きいやま商店 LIVE TOUR 〜世界をダックァーセ!〜』（きいやましょうてん ライブ ツアー せかいをダックァーセ）は、日本の男性音楽グループ「きいやま商店」の初の映像作品であり、初のライブビデオ（DVD）。2014年4月9日発売。発売元は、ヴィレッジアゲイン・アソシエイション。

## 概要
- 2013年10月から12月にかけて行われた、きいやま商店のライブツアー『きいやま商店 LIVE TOUR 2013 〜世界をダックァーセ！〜』より、10月18日 品川ステラボールにて行われたライブの模様を収録。
- アンコール含む全19曲、また本編中のMCを含む、ライブの模様を全編ノーカットで収録[1]。
- 通常版と別に、オフィシャルサイト限定盤として、石垣ケーブルテレビで放送された「130分特別番組の初DVD『きいやま商店の島々再発見』」[2][3]、福袋限定デザインオリジナルハンドタオル、直筆サイン入りおまけの3点を特典とした『スペシャル限定“福袋”パッケージ』も発売された[1]。

## 収録曲
1. あがやファーナ
2. Everybody ワンツー
3. 頼れる男
4. おかえり南ぬ島
5. この街の空に
6. Milk Tea
7. ハンジてた！
8. みんなでさぁタイム
9. がんば
10. 幸せ近くにありました
11. まるまんでぃ
12. 頑張れ！スミオおじぃ
13. カチャーシ☆ブギ
14. ダックァーセ!
15. ドゥマンギテ
16. じんがねーらん
17. 沖縄ロックンロール
18. (EN1)土曜日のそば
19. (EN2)さよならの夏

## ライブツアー
- 「きいやま商店 LIVE TOUR 2013 〜世界をダックァーセ！〜」（★は、追加公演）[4]

| 1 | 10月10日  | 19:00 | 福岡DRUM Be-1           |
| 2 | 10月11日  | 19:00 | 大阪BIG CAT             |
| 3 | 10月16日  | 19:00 | NAGOYA TOKUZO           |
| 4 | 10月18日  | 19:00 | 品川ステラボール        |
| 5 | 10月20日  | 17:00 | 沖縄市民会館            |
| 6 | 12月19日★ | 19:00 | 吉祥寺 STAR PINE'S CAFE |
| 7 | 12月27日  | 18:00 | 石垣市民会館            |